# Michel Hessmann
Michel Heßmann (Münster, 6 aprile 2001) è un ciclista su strada tedesco, che corre per la Movistar Team. Con la Nazionale tedesca è stato campione europeo 2020 nella staffetta mista a squadre. Squalificato per doping per 4 mesi a partire dal 2024.

## Palmarès

### Strada
- 2018 (Juniores)

Campionati tedeschi, Prova a cronometro Junior
- 2019 (Juniores)

3ª tappa, 2ª semitappa Trophée Centre Morbihan (Réguiny > Naizin, cronometro)
Classifica generale Trophée Centre Morbihan
- 2021 (Jumbo-Visma Development Team, una vittoria)

Campionati tedeschi, Prova a cronometro Under-23

#### Altri successi
- 2018 (Juniores)

Classifica giovani Giro della Lunigiana
Classifica traguardi volanti Giro della Lunigiana
- 2020 (Jumbo-Visma Development Team)

Campionati europei, Staffetta mista
- 2021 (Jumbo-Visma Development Team)

Classifica scalatori Grand Prix Priessnitz spa
1ª tappa Kreiz Breizh Elites (Ploumagoar, cronosquadre)
- 2022 (Jumbo-Visma)

5ª tappa Tour de l'Avenir (Gueugnon > Saint-Vallier, cronosquadre)

## Piazzamenti

### Grandi Giri
- Giro d'Italia

2023: 33º

### Classiche monumento
- Liegi-Bastogne-Liegi

2023: 41º

### Competizioni mondiali
- Campionati del mondo

Innsbruck 2018 - Cronometro Junior: 4º
Innsbruck 2018 - In linea Junior: 27º
Yorkshire 2019 - Cronometro Junior: 5º
Yorkshire 2019 - In linea Junior: 70º
Fiandre 2021 - Cronometro Under-23: 8º
Fiandre 2021 - In linea Under-23: 37º
Wollongong 2022 - Cronometro Under-23: 5º
Wollongong 2022 - In linea Under-23: 11º
Glasgow 2023 - In linea Elite: ritirato

### Competizioni europee
- Campionati europei

Zlín 2018 - Cronometro Junior: 4º
Zlín 2018 - In linea Junior: ritirato
Alkmaar 2019 - Cronometro Junior: 14º
Alkmaar 2019 - In linea Junior: 19º
Plouay 2020 - Cronometro Under-23: 6º
Plouay 2020 - Staffetta mista: vincitore
Trento 2021 - Cronometro Under-23: 4º
Trento 2021 - In linea Under-23: 20º